# Psiloglonium sasicola
Psiloglonium sasicola är en svampart som först beskrevs av N. Amano, och fick sitt nu gällande namn av E. Boehm & C.L. Schoch 2009. Psiloglonium sasicola ingår i släktet Psiloglonium och familjen Hysteriaceae.   Inga underarter finns listade i Catalogue of Life.